# Oddział Beków
Oddział Beków – specjalny oddział rozpoznania Biura Wywiadowczego I Brygady Legionów Polskich, kierowanego przez kpt. Rajmunda Jaworowskiego "Światopełk". Oddział złożony głównie z byłych członków Organizacji Bojowej PPS. Część jego członków została skierowana do organizacji Oddziału Lotnego Wojsk Polskich działającego w latach 1914-1915 na tyłach wojsk rosyjskich.

## Historia
Oddział w ubraniach cywilnych przekroczył granicę w nicy z 5 na 6 sierpnia 1914 kilka godzin przed wejściem kompanii kadrowej z rozkazem współdziałania z władzami cywilnymi na polu agitacji i propagandy. 9 sierpnia patrol oddziału pod dowództwem Arciszewskiego wyruszył celem przeprowadzenia akcji w okolicach Przybysławic, gdzie podobno Rosjanie ukryli składy materiału wybuchowego.
Uczestniczył w akcjach rozpoznawczych, brał udział w potyczkach jako wywiad m.in. potyczce z kozakami w lesie pod Tumlinem 20/21 sierpnia 1914, w bitwie pod Nowym Korczynem 15-24 września 1914. Oddział został rozwiązany w tym samym roku a członkowie zostali skierowani do różnych działań wywiadowczych m.in. utworzenia Oddziału Lotnego Wojsk Polskich.

## Członkowie Oddziału
- Tomasz Arciszewski "Stanisław", dowódca oddziału;
- Bronisław Galbasz Bernard, zastępca
- Edward Gibalski "Franek"[1],
- Władysław Lizuraj "Poniatowski"[1],
- Józef Kobiałko "Walek"[1],
- Józef Sitek "Orzech",
- Adam Grotowski "Edward",
- Felicjan Przybysz "Świetlik",
- Jan Sadowski "Bogdan",
- Stanisław Banasiewicz "Arnold",
- Jan Bielawski "Mikita"[1],
- Zygmunt Zahorski "Lubicz",
- Bronisław Kuczewski
- Kazimierz Kuczewski